# Società Sportiva Calcio Femminile Bardolino 1999-2000
Questa voce raccoglie le informazioni riguardanti la Società Sportiva Calcio Femminile Bardolino nelle competizioni ufficiali della stagione 1999-2000.

## Divise e sponsor
La tenuta da gioco è formata da maglia gialla, pantaloncini blu e calzettoni gialli, o in alternativa completamente gialla. Lo sponsor principale è per il terzo anno consecutivo la Poliplast del presidente Cornelio Lorenzini, mecenate del calcio dilettantistico locale.
|  | 1ª divisa |

## Organigramma societario
Area tecnica
- Allenatore: Anna Maria Mega
- Allenatore in seconda: De Stefano

## Rosa
| N. |                   | Ruolo | Calciatrice         |
| -- | ----------------- | ----- | ------------------- |
|    | Italia (bandiera) | P     | Fabiana Comin       |
|    | Italia (bandiera) | P     | Consuelo Bressan    |
|    | Italia (bandiera) | D     | Francesca De Beni   |
|    | Italia (bandiera) | D     | Tamara Lovato       |
|    | Italia (bandiera) | D     | Giorgia Motta       |
|    | Italia (bandiera) | C     | Laura Barbierato    |
|    | Italia (bandiera) | C     | Maria Crosina       |
|    | Italia (bandiera) | C     | Beatrice De Stefano |

| N. |                   | Ruolo | Calciatrice            |
| -- | ----------------- | ----- | ---------------------- |
|    | Italia (bandiera) | C     | Antonietta Formisano   |
|    | Italia (bandiera) | C     | Piera Cassandra Maglio |
|    | Italia (bandiera) | C     | Alessandra Magnaguagno |
|    | Italia (bandiera) | C     | Ilenia Sancassani      |
|    | Italia (bandiera) | A     | Chiara Battistoli      |
|    | Italia (bandiera) | A     | Valentina Boni         |
|    | Italia (bandiera) | A     | Moira Placchi          |

## Calciomercato

### Sessione estiva
| Acquisti | Acquisti               | Acquisti          | Acquisti |
| R.       | Nome                   | da                | Modalità |
| -------- | ---------------------- | ----------------- | -------- |
| C        | Piera Cassandra Maglio | Autolelli Picenum |          |

| Cessioni | Cessioni | Cessioni | Cessioni |
| R.       | Nome     | a        | Modalità |
| -------- | -------- | -------- | -------- |
|          |          |          |          |

## Risultati

### Serie A

#### Girone di andata
| Sesto San Giovanni 2 ottobre 1999, ore 16:00 CEST 1ª giornata | G.E.A.S. | 1 – 1 | Bardolino | Stadio comunale |

| Calmasino, Bardolino 9 ottobre 1999, ore 16:00 CEST 2ª giornata    | Bardolino | 1 – 2 referto        | Torres Fo.S. | Stadio comunale Belvedere |
| \| \| \| \| \| Crosina 82’ \| Marcatori \| 80’ Conti 89’ Parejo \| |           |                      |              |                           |
|                                                                    |           |                      |              |                           |
| Crosina 82’                                                        | Marcatori | 80’ Conti 89’ Parejo |              |                           |

#### Girone di ritorno
| Calmasino, Bardolino 29 gennaio 2000, ore 14:30 CET 16ª giornata | Bardolino | 3 – 1 | G.E.A.S. | Stadio comunale Belvedere |

| Arbitro: | Falso (Formia) |

|                       |           |  |
| Guarino 31’ Conti 48’ | Marcatori |  |

### Coppa Italia
| ? settembre 1999, ore 16:00 CEST 1º turno, gruppo 7 - 1º giornata | Libertas Pasiano | 0 – 7 | Bardolino |  |

| Calmasino, Bardolino ? settembre 1999, ore 16:00 CEST 1º turno, gruppo 15 - 3º giornata | Bardolino | 8 – 0 | Vittorio Veneto | Stadio comunale Belvedere |

| Calmasino, Bardolino ? dicembre 1999, ore 14:30 CET 2º turno, gruppo 3 - 1º giornata | Bardolino | 5 – 1 | Verona Calzedonia | Stadio comunale Belvedere |

| Verona ? dicembre 1999, ore 14:30 CET 2º turno, gruppo 3 - 3º giornata | Foroni | 0 – 0 | Bardolino |  |

| Calmasino, Bardolino 8 marzo 2000 Quarti di finale - Andata | Bardolino | 0 – 1 | Pisa | Stadio comunale Belvedere |

| 22 marzo 2000 Quarti di finale - Ritorno | Pisa | 0 – 6 | Bardolino |  |

| 27 aprile 2000, ore 16:00 CEST Semifinale - Andata | ACF Milan | 2 – 1 | Bardolino |  |

| Calmasino, Bardolino ? maggio 2000, ore 16:00 CEST Semifinale - Ritorno | Bardolino | 1 – 1 | ACF Milan | Stadio comunale Belvedere |

## Statistiche

### Statistiche di squadra
| Competizione | Punti | In casa | In casa | In casa | In casa | In casa | In casa | In trasferta | In trasferta | In trasferta | In trasferta | In trasferta | In trasferta | Totale | Totale | Totale | Totale | Totale | Totale | DR  |
| Competizione | Punti | G       | V       | N       | P       | Gf      | Gs      | G            | V            | N            | P            | Gf           | Gs           | G      | V      | N      | P      | Gf     | Gs     | DR  |
| ------------ | ----- | ------- | ------- | ------- | ------- | ------- | ------- | ------------ | ------------ | ------------ | ------------ | ------------ | ------------ | ------ | ------ | ------ | ------ | ------ | ------ | --- |
| Serie A      | 55    | 15      | -       | -       | -       | -       | -       | 15           | -            | -            | -            | -            | -            | 30     | 16     | 7      | 7      | 53     | 20     | +33 |
| Coppa Italia | -     | 4       | 2       | 1       | 1       | 14      | 3       | 4            | 2            | 1            | 1            | 14           | 2            | 8      | 4      | 2      | 2      | 28     | 5      | +23 |
| Totale       | -     | 19      | -       | -       | -       | -       | -       | 19           | -            | -            | -            | -            | -            | 38     | 20     | 9      | 9      | 81     | 25     | +56 |

### Andamento in campionato
| Giornata  | 1 | 2 | 3 | 4 | 5 | 6 | 7 | 8 | 9 | 10 | 11 | 12 | 13 | 14 | 15 | 16 | 17 | 18 | 19 | 20 | 21 | 22 | 23 | 24 | 25 | 26 | 27 | 28 | 29 | 30 |
| --------- | - | - | - | - | - | - | - | - | - | -- | -- | -- | -- | -- | -- | -- | -- | -- | -- | -- | -- | -- | -- | -- | -- | -- | -- | -- | -- | -- |
| Luogo     |   | C |   |   |   |   |   |   |   |    |    |    |    |    |    |    | T  |    |    |    |    |    |    |    |    |    |    |    |    | T  |
| Risultato |   | P |   |   |   |   |   |   |   |    |    |    |    |    |    |    | P  |    |    |    |    |    |    |    |    |    |    |    |    | P  |
| Posizione |   |   |   |   |   |   |   |   |   |    |    |    |    |    |    |    |    |    |    |    |    |    |    |    |    |    |    |    |    | 6  |

Legenda:

Luogo: C = Casa; T = Trasferta. Risultato: V = Vittoria; N = Pareggio; P = Sconfitta.

### Statistiche delle giocatrici
| Giocatore      | Serie A  | Serie A | Serie A     | Serie A    | Coppa Italia | Coppa Italia | Coppa Italia | Coppa Italia | Totale   | Totale | Totale      | Totale     |
| Giocatore      | Presenze | Reti    | Ammonizioni | Espulsioni | Presenze     | Reti         | Ammonizioni  | Espulsioni   | Presenze | Reti   | Ammonizioni | Espulsioni |
| -------------- | -------- | ------- | ----------- | ---------- | ------------ | ------------ | ------------ | ------------ | -------- | ------ | ----------- | ---------- |
| L. Barbierato  | 22       | 0       | ?           | ?          | ?            | ?            | ?            | ?            | 22+      | 0+     | ?           | ?          |
| C. Battistoli  | 20       | 4       | ?           | ?          | ?            | ?            | ?            | ?            | 20+      | 4+     | ?           | ?          |
| V. Boni        | 23       | 2       | ?           | ?          | ?            | ?            | ?            | ?            | 23+      | 2+     | ?           | ?          |
| C. Bressan     | 1        | -?      | ?           | ?          | ?            | ?            | ?            | ?            | 1+       | 0+     | ?           | ?          |
| F. Comin       | 28       | -?      | ?           | ?          | ?            | ?            | ?            | ?            | 28+      | 0+     | ?           | ?          |
| M. Crosina     | 26       | 5       | ?           | ?          | ?            | ?            | ?            | ?            | 26+      | 5+     | ?           | ?          |
| F. De Beni     | 1        | 0       | ?           | ?          | ?            | ?            | ?            | ?            | 1+       | 0+     | ?           | ?          |
| B. De Stefano  | ?        | ?       | ?           | ?          | ?            | ?            | ?            | ?            | ?        | ?      | ?           | ?          |
| A. Formisano   | ?        | ?       | ?           | ?          | ?            | ?            | ?            | ?            | ?        | ?      | ?           | ?          |
| T. Lovato      | ?        | ?       | ?           | ?          | ?            | ?            | ?            | ?            | ?        | ?      | ?           | ?          |
| P. C. Maglio   | 28       | 3       | ?           | ?          | ?            | ?            | ?            | ?            | 28+      | 3+     | ?           | ?          |
| A. Magnaguagno | 28       | 1       | ?           | ?          | ?            | ?            | ?            | ?            | 28+      | 1+     | ?           | ?          |
| G. Motta       | 1        | 0       | ?           | ?          | ?            | ?            | ?            | ?            | 1+       | 0+     | ?           | ?          |
| M. Placchi     | 26       | 10      | ?           | ?          | ?            | ?            | ?            | ?            | 26+      | 10+    | ?           | ?          |
| I. Sancassani  | 10       | 0       | ?           | ?          | ?            | ?            | ?            | ?            | 10+      | 0+     | ?           | ?          |